# Dinochloa scandens
Dinochloa scandens är en gräsart som först beskrevs av Carl Ludwig von Blume och Christian Gottfried Daniel Nees von Esenbeck, och fick sitt nu gällande namn av Carl Ernst Otto Kuntze. Dinochloa scandens ingår i släktet Dinochloa och familjen gräs. Inga underarter finns listade i Catalogue of Life.